# Рольф Йобст
Рольф Йобст (нім. Rolf Jobst, 31 березня 1951 — 27 січня 2020) — німецький академічний веслувальник.
Срібний призер Олімпійських Ігор 1972 року в складі розпашної четвірки зі стерновим.
Чемпіон світу 1970 року в складі вісімки.
Срібний призер Чемпіонату Європи 1971 (вісімки), 1973 (розпашні четвірки зі стерновим) років.